# Neronsaari
Neronsaari är en ö i Finland. Den ligger i sjön Härkäjärvi och i kommunen Kangasniemi i den ekonomiska regionen  S:t Michel och landskapet Södra Savolax, i den södra delen av landet, 240 km norr om huvudstaden Helsingfors. Öns area är 13 hektar och dess största längd är 0,6 kilometer i nord-sydlig riktning.